# سفر به سرزمین آرتور رمبو
سفر به سرزمین آرتور رمبو به کارگردانی داریوش مهرجویی و بازیگری نیکولاس جولی، متیو جولی و نیکول سران در سال ۱۹۸۳ ساخته شد.